# NGC 3788
NGC 3788 este o galaxie spirală situată în constelația Ursa Mare. A fost descoperită în 29 aprilie 1827 de către John Herschel. Se află la o distanță de 61,94 de megaparseci de Pământ.